# Yi Peng 3
Die Yi Peng 3 (chinesisch 伊鹏 3) ist ein Massengutfrachter und gehört der chinesischen Reederei Ningbo Yipeng Shipping. Das Schiff wurde weltweit im Zusammenhang mit der Beschädigung des Ostseekabels C-Lion1 bekannt. Der Vorfall sorgte für internationale politische Spannungen.

## Allgemeines
Der Massengutfrachter wurde mit der Baunummer 1084 von der südkoreanischen Werft Samho Heavy Industries gebaut und am 5. Juli 2001 als Leda abgeliefert. 2007 wurde er nach Griechenland verkauft und in Avra umbenannt. Seit 2016 fährt das Schiff als Yi Peng 3 für die chinesische Reederei Ningbo Yipeng Shipping mit Sitz in Ningbo.
Angetrieben wird das rund 225 m lange Schiff von einem Schiffsdieselmotor des Typs 6S60MC von Hyundai Heavy Industries, der mit 11.160 kW auf einen Festpropeller wirkt. Für das Frachtgut gibt es sieben Laderäume.

## Beschädigung von Seekabeln
Am 17. November 2024 wurde gegen 21 Uhr Ortszeit von der Yi Peng 3 vor Schweden ein Anker fallen gelassen. Der nachgeschleppte Anker durchtrennte vermutlich kurze Zeit später das Seekabel des BCS East-West Interlink. Das Schiff fuhr anschließend mit über Grund schleifenden Anker und deaktiviertem Automatic Identification System weiter und beschädigte vermutlich am Morgen des 18. Novembers ebenfalls das C-Lion1-Kabel. Der Frachter fuhr anschließend nach Daten von MarineTraffic einen auffälligen Schlingerkurs und holte den Anker wieder ein. Die Beschädigungen an den beiden Glasfaserseekabeln hatten, aufgrund der hohen Dichte an Verbindungen in der Region, jedoch keine schwerwiegenden Auswirkungen.
Anschließend verließ die Yi Peng 3 die Ostsee und fuhr unter Begleitung von dänischen Marineschiffen ins Kattegat, wo sie am 20. November 2024 in internationalen Gewässern vor Anker ging. Die Yi Peng 3 wurde dabei, laut Daten von MarineTraffic, von der dänischen Marine und deutschen Küstenwache mit zwei Schiffen überwacht.
Da die Seekabel in internationalen Gewässern beschädigt wurden und die Yi Peng 3 in internationalen Gewässern ankerte, ist der Flaggenstaat für die Ermittlungen zuständig. Das chinesische Außenministerium dementiert eine Beteiligung Chinas an dem Vorfall.
Am 12. Dezember 2024 meldete der Spiegel, dass Sicherheitskreise vermuten, dass der Kapitän der Yi Peng 3 die Seekabel im Auftrag Russlands durchtrennt habe. China habe daran kein Interesse. Am 19. Dezember wurde das Schiff vom Flaggenstaat China inspiziert und Besatzungsmitglieder wurden befragt. Auch Vertreter aus Deutschland, Schweden und Finnland waren an Bord, die allerdings nur Beobachterstatus hatten. Am 21. Dezember verließ das Schiff seinen Ankerplatz in internationalen Gewässern nach vier Wochen und setzte seine Fahrt fort.